# アルトランシュテット条約 (1707年)
アルトランシュテット条約（アルトランシュテットじょうやく、ドイツ語: Altranstädter Konvention）は、1707年8月31日に神聖ローマ皇帝ヨーゼフ1世とスウェーデン王カール12世の間で締結された条約。
条約はシュレージエン地方のプロテスタントの権利を定めた。

## 背景

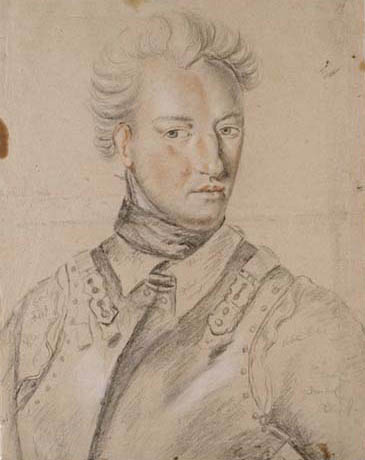
スウェーデン王カール12世、1706年作

宗教改革はシュレージエンに大きな影響を与えていたが、18世紀にはハプスブルク家の皇帝により同地の対抗宗教改革が行われた。対抗改革は上シュレージエンでの成果が特に大きく、18世紀の初めにはシュレージエン住民の約半分がカトリック信徒であり、約1,000の教会がプロテスタントからローマ・カトリックに変えられた。1648年のヴェストファーレン条約はブジェク公国、レグニツァ公国、ジェンビツェ公国、オレシニツァ公国、ヴォウフ、ヴロツワフのプロテスタントしか保護しなかった。またヤヴォル公国、グウォグフ公国、シュフィドニツァ公国のプロテスタントは城壁の外に3か所の「平和教会」（Friedenskirchen）を保有することを許された。しかし、1675年以降に対抗宗教改革を免れたのはヴロツワフとオレシニツァ公国だけであり、スウェーデンや神聖ローマ帝国のプロテスタント諸侯の反対にもかかわらず、平和教会は解散させられた。
大北方戦争中、カール12世率いるスウェーデン軍はシュレージエンを通ってザクセン選帝侯領を占領、彼に敵対した選帝侯フリードリヒ・アウグスト1世に1706年のアルトランシュテット条約の締結を強制した。

## 内容

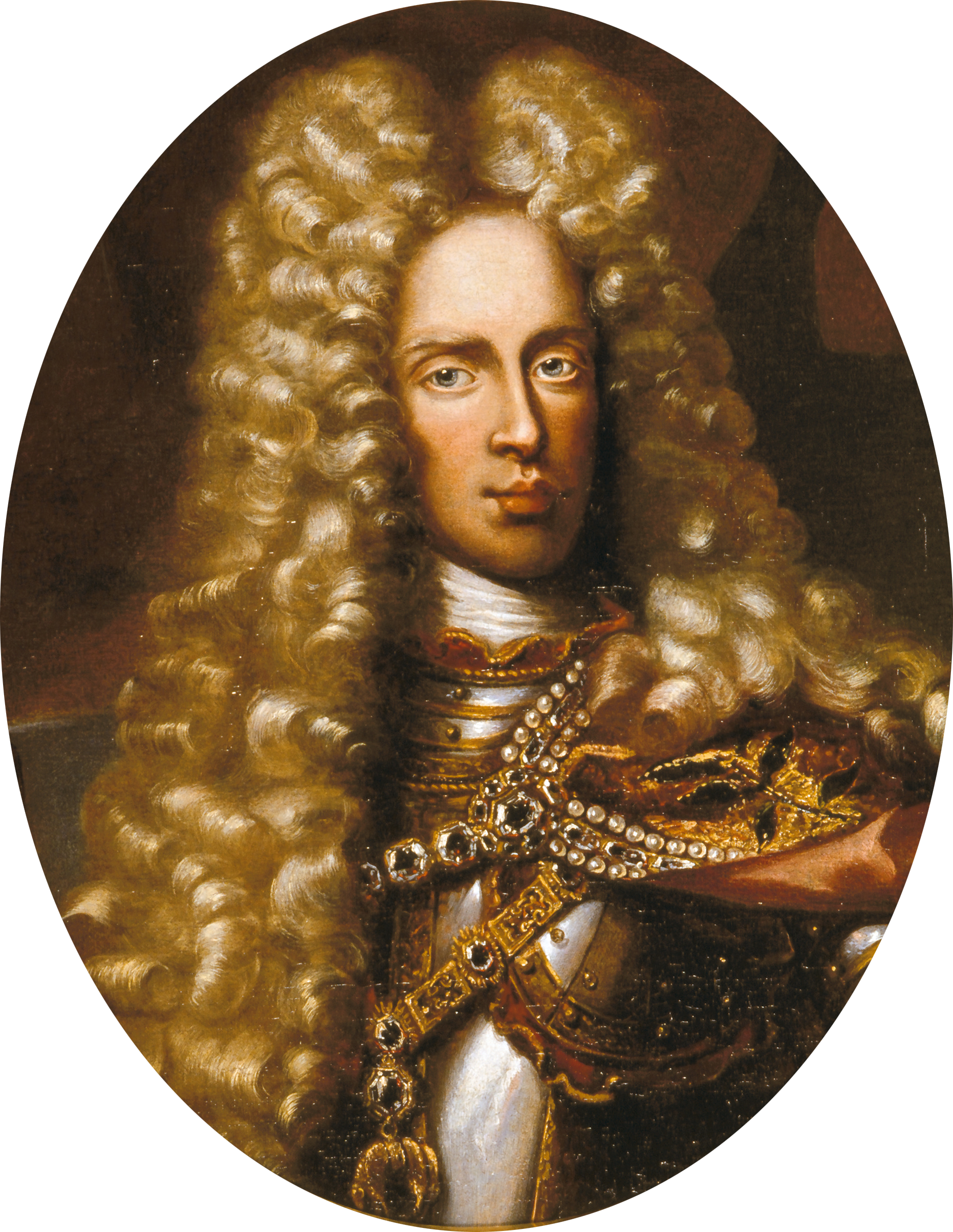
神聖ローマ皇帝ヨーゼフ1世

カール12世はザクセン領ライプツィヒ近くにあるアルトランシュテットに滞在中、神聖ローマ皇帝と条約を交渉した。ヨーゼフ1世はいくつかの教会をプロテスタントに返還することに同意したほか、6か所の慈悲の教会 の建設も許可した。この6か所とはザーガン、ヒルシュベルク、ミリチュ、テッシェン、フライシュタット、ランデスフートのことである。125の教会が返還され、ヨーゼフ1世はさらなる対抗宗教改革の政策を否定、プロテスタントの教会法廷3所が許可されたことでシュレージエンにおけるルター派教会の情勢は安定した。
条約は1707年4月、アルトランシュテットで交渉された。ヨーゼフ1世が譲歩したのはカール12世がフランス側でスペイン継承戦争に参戦しないようにするためであり、彼は条約で定められた範囲以外では厳しいカトリック政策をとった。1742年にシュレージエンがプロイセン王国領になると、プロイセンがプロテスタントだったためブレスラウ条約では逆にローマ・カトリック側の権利と財産を保障した。